# Ярцево
Ярцево (рос. Ярцево) або Ярців (біл. Ярцаў) — місто (з 1926) в Росії, адміністративний центр Ярцевського району Смоленської області.
Населення — 46 970 осіб (2013). Четверте за населенням місто в Смоленській області.

## Географія
Місто розташоване на лівому березі річки Вопь (притока Дніпра), за 350 км від Москви і за 63 км від Смоленська, на шосе Москва — Мінськ. Залізнична станція Ярцево на лінії Вязьма — Смоленськ.
Місто складається з мікрорайонів: Центр («Місто»), Піонерний, Старе Ярцево, Червоний Молот, Пронькіне, Яковлеве, Пологи, Городок, Мілохове.

## Джерело
- http://www.yartsevo.ru/ [Архівовано 8 лютого 2014 у Wayback Machine.]
- http://yarcevo.museum67.ru/ [Архівовано 20 січня 2022 у Wayback Machine.]